# Minigame
Een minigame of minispel is een klein computerspel binnen een groot spel. Een minigame is altijd kleiner of eenvoudiger dan het spel waarin het zich bevindt.
Minigames behoren tot het echte spel of zijn verstopt als Easter egg. In het laatste geval worden ze vaak verborgen spellen genoemd. Als een minispel tot het reguliere spel behoort, kan de uitkomst van deze minigame invloed hebben op het verloop van het eigenlijke spel. Dit is echter niet noodzakelijkerwijs het geval.
Er zijn ook spellen, zoals WarioWare, Inc.: Minigame Mania en Defender of the Crown, die geheel bestaan uit minigames. De onderlinge variatie tussen de minigames staat dan centraal.